# Tengiz Sulakvelidze
Tengiz Sulakvelidze (in georgiano თენგიზ სულაქველიძე?, in russo Тенгиз Григорьевич Сулаквелидзе?, Tengiz Grigor'evič Sulakvelidze; Kutaisi, 23 luglio 1956) è un ex calciatore sovietico, di ruolo difensore.

## Carriera
Con la Nazionale sovietica ha preso parte ai Mondiali 1982 ed agli Europei 1988.

## Palmarès

### Club

#### Competizioni nazionali
- Campionato sovietico: 1

Dinamo Tbilisi: 1978
- Coppe sovietiche: 1

Dinamo Tbilisi:  1979

#### Competizioni internazionali
- Coppa delle Coppe: 1

Dinamo Tbilisi: 1980-1981

### Nazionale
- Bronzo olimpico: 1

Mosca 1980